# Mägde Mariens von der Unbefleckten Empfängnis
Mägde Mariens von der Unbefleckten Empfängnis (lateinisch Ancillae Mariae, Ordenskürzel AM) ist die Ordensgemeinschaft der „Schwestern Mägde Mariens von der Unbefleckten Empfängnis“. Sie ist eine Kongregation päpstlichen Rechts und ging 1850 aus einer von Edmund Bojanowski (1814–1871) gegründeten Wohlfahrtseinrichtung hervor.

## Geschichte
Die sozial-karitativ ausgerichtete Ordensgemeinschaft wurde am 3. Mai 1850 in Gostyń bei Posen gegründet und hatte sich insbesondere der Krankenpflege und Jugendfürsorge zugewandt. Die Keimzelle waren die in ordensähnlichen Wohngemeinschaften lebenden Kinder- und Krankenbetreuerinnen, die sich während einer Choleraepidemie verwaisten Kindern kümmerten. Am 27. Dezember 1866 erhielt die Ordensgemeinschaft die bischöfliche Genehmigung und am 24. März 1931 die päpstliche Approbation.

## Lebensform
Die Ordensschwestern bilden eine Lebens- und Gebetsgemeinschaft, die sich als Aufgabe die Linderung der Not, im „Dienste Mariens“ gegenüber verantwortlich fühlt, so wie der Gründer es wünschte. Nach seinem Willen wurde der Wahlspruch "Ecce, Ancilla Domini" (Siehe, ich bin die Magd des Herrn (Lukas 1,38 )) erwählt, somit wird unterstrichen, dass Maria, die "Magd des Herrn", das Vorbild der Ordensschwestern ist.

### Aufnahme und Ausbildung
Voraussetzung für die Aufnahme in die Kongregation ist körperliche und psychische Gesundheit und der Wille, selbstlos zu dienen. Nach Kandidatur, Postulat und Noviziat (ca. 3 Jahre) werden die Gelübde der ehelosen Keuschheit, der freiwillig gewählten Armut und des Gehorsams für 2 Jahre abgelegt, danach für 3 Jahre und anschließend für 1 Jahr. Nach diesen 6 Jahren zeitlicher Profess erfolgt die Ewige Profess. Die berufliche Ausbildung kann vor dem Eintritt abgeschlossen sein oder sie erfolgt in der Ordensgemeinschaft.

## Der Orden in Polen
Am 27. September 1857 konnte Bojanowski ein weiteres Haus in dem Dorf Jaszkow bei Śrem eröffnen und ein Noviziat einrichten. Daraufhin verbreitete sich die Gemeinschaft in Polen und Oberschlesien, 1866 wurde eine erste Niederlassung in Schlesien gegründet, wodurch der deutsche Zweig der Gemeinschaft entstand. Die schlesische Kongregation mit drei Provinzen zählt etwa 850 Schwestern, das Generalat des Ordens ist in Breslau.

## Der Orden in Deutschland
1917 wurde im Erzbistum Berlin das erste Haus der Schwestern errichtet, in Berlin unterhalten die Schwestern heute noch ein Seniorenheim und sind als Gemeindereferentinnen tätig. Der Konvent in Berlin besteht, mit Stand von 2008, aus 16 Schwestern. Die deutschsprachigen Ordensfrauen wurden 1945/46 aus Schlesien ausgewiesen und gründeten in Wilhelmshorst, der Nähe von Potsdam eine deutsche Ordensprovinz. In das Bistum Passau kamen die Schwestern nach ihrer Vertreibung aus Breslau. Sie haben in Ruhstorf einen Konvent und sind dort in der Krankenpflege tätig.
1952 wurde die westdeutsche Provinz in Köln errichtet und seit 1992 sind die ostdeutsche und die westdeutsche Provinz mit Sitz in Köln vereint. Heute besteht die Ordensgemeinschaft der Mägde Mariens aus vier selbständigen Kongregationen, die in einer Föderation zusammengeschlossen sind. Neben Berlin gibt es die Provinz Köln, deren Proviziat sich in Köln-Junkersdorf befindet, weitere Konvente sind in Rheine und Bad Kreuznach.

## Der Orden in weiteren Ländern
Die Schwestern wirken in Frankreich, Tschechien, Slowakei, Belarus, Ukraine, Italien, Kanada und Kamerun. Sie arbeiten in Kindergärten und -heimen, in der Seelsorge, der Gemeindekrankenpflege, in Krankenhäusern, Altenheimen und übernehmen kirchliche Arbeiten, die die aktuellen Gegebenheiten erfordern.